# NGC 6360
NGC 6360 je otvoreni skup/zvjezdana skupina u zviježđu Zmijonoscu. U RNGC (Sulentic i Tifft 1973.) nazivaju ga nepostojećim, a Dreyer ga naziva "maglicom u zakrpama".

## Vanjske poveznice
- (engl.) SEDS: NGC 6360
- (engl.) Hartmut Frommert: Revidirani Novi opći katalog
- (engl.) Izvangalaktička baza podataka NASA-e i IPAC-a
- (engl.) Astronomska baza podataka SIMBAD
- (engl.) VizieR
- (engl.) Auke Slotegraaf: NGC 6360 Deep Sky Observer's Companion
- (engl.) Courtney Seligman: Objekti Novog općeg kataloga: NGC 6350 - 6399